# 마리나라

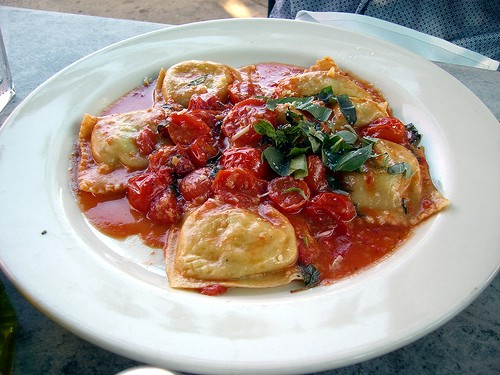
마리나라 소스로 만든 라비올리 요리

마리나라 소스 (Marinara sauce)는 이탈리아식 토마토 소스로 토마토, 마늘, 허브, 양파를 갖고 만든 소스이다. 다양한 종류가 있으며 케이퍼, 올리브 및 여러 향신료를 첨가하기도 한다. 적포도주를 첨가하면 달아지기 때문에 이렇게 하기도 한다.
이탈리아에서는 마리나라 소스를 다른 요리를 조리할 때 쓰는 것으로 치부하는 경향이 있다. 예를 들어 spaghetti alla marinara는 말 그대로 뱃사람 스타일의 스파게티라는 뜻인데 접미어 -a를 붙여서 소스를 가리키고 마리나라 피자도 소스 베이스에 이 소스를 쓰기 때문에 붙은 이름이다. 반면에 그냥 토마토 소스는 sugo/salsa al/di pomodoro로 칭한다.

## 기원
여러 이야기가 전해지는데 하나는 스페인 사람들이 신세계 발견 후 토마토를 들여오자 해외 출입을 하던 나폴리 요리사들이 마리나라 소스를 만들었다는 것이다. 원래 처음에 생겨난 소스에는 해산물이 포함되지 않았지만 토마토가 많아 산이 많기 때문에 추후에 해산물이 들어가게 되었다. 오랜 항해 동안 요리를 위해서는 이렇게 하는 것이 더 나은 선택이기도 했다.
다른 것으로는 아낙네들이 항해를 마치고 돌아오는 남편에게 요리하면서 소스가 만들어지기 시작했다는 이야기가 있다.

## 같이 보기
- 나폴레타나 소스
- 마리니에르